# Аројо де Сан Херонимо, Ранчо Сан Херонимо (Гвадалупе и Калво)
Аројо де Сан Херонимо, Ранчо Сан Херонимо (шп. Arroyo de San Gerónimo, Rancho San Gerónimo) насеље је у Мексику у савезној држави Чивава у општини Гвадалупе и Калво. Насеље се налази на надморској висини од 2580 м.

## Становништво
Према подацима из 2005. године у насељу су живела 3 становника.

### Хронологија
| Година       | 2005 |
| ------------ | ---- |
| Становништво | 3    |

### Попис
| # | Индикатор                        | Вредност |
| - | -------------------------------- | -------- |
| 1 | Укупно појединачних домаћинстава | 1        |